# Oppenhausen
Oppenhausen is het meest westelijke Ortsbezirk van de Duitse gemeente Boppard.
Sinds 31 december 1975 hield Oppenhausen als zelfstandige gemeente op te bestaan en werd het bij de nieuw gevormde gemeente Boppard gevoegd.
Tot het Ortsbezirk Oppenhausen wordt het lintdorp Hübingen met ongeveer 130 inwoners gerekend. In het midden van het dorp staat het bakhuis, waarnaast in 1960 een kapel werd gebouwd.

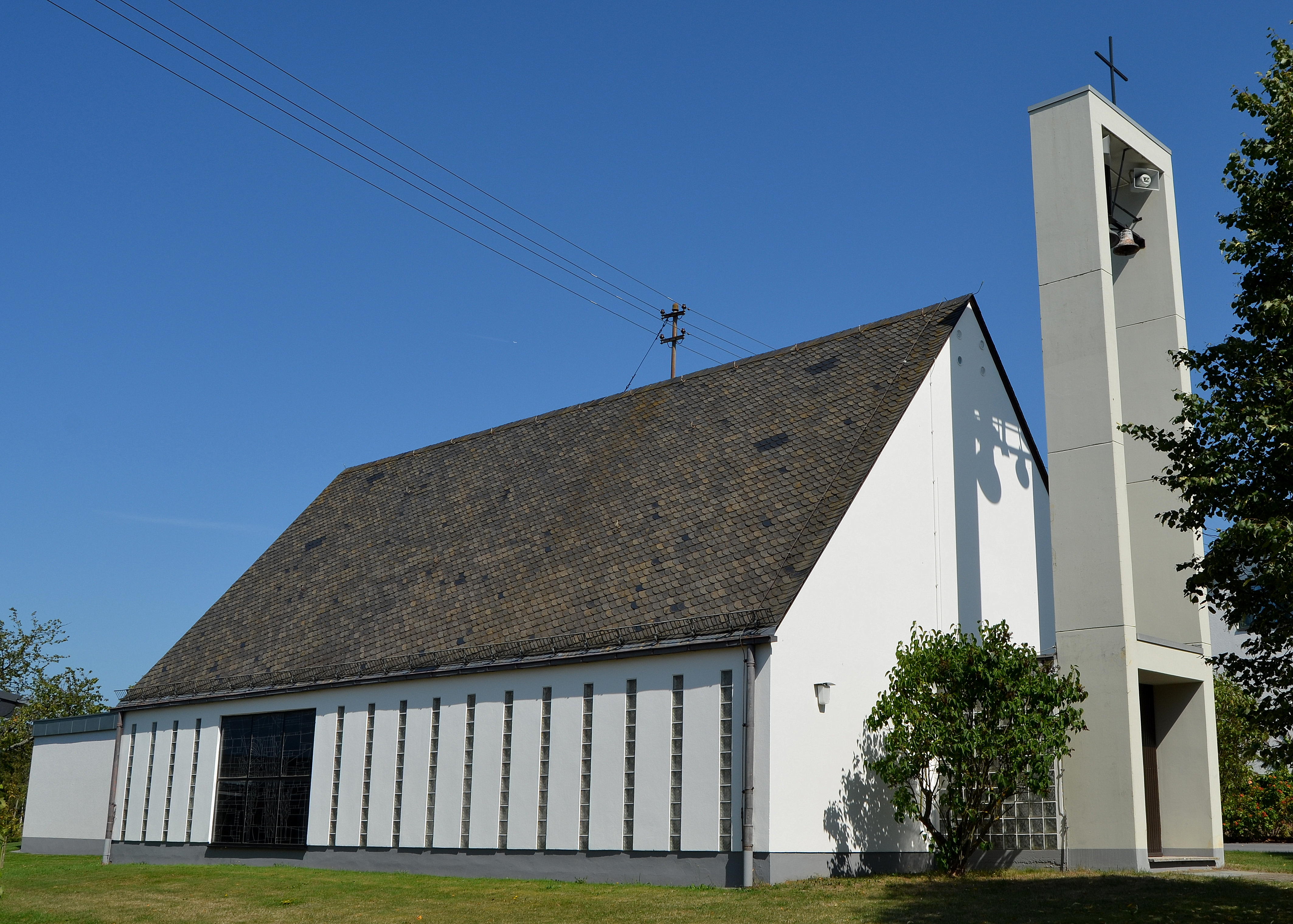
Kerk van Oppenhausen
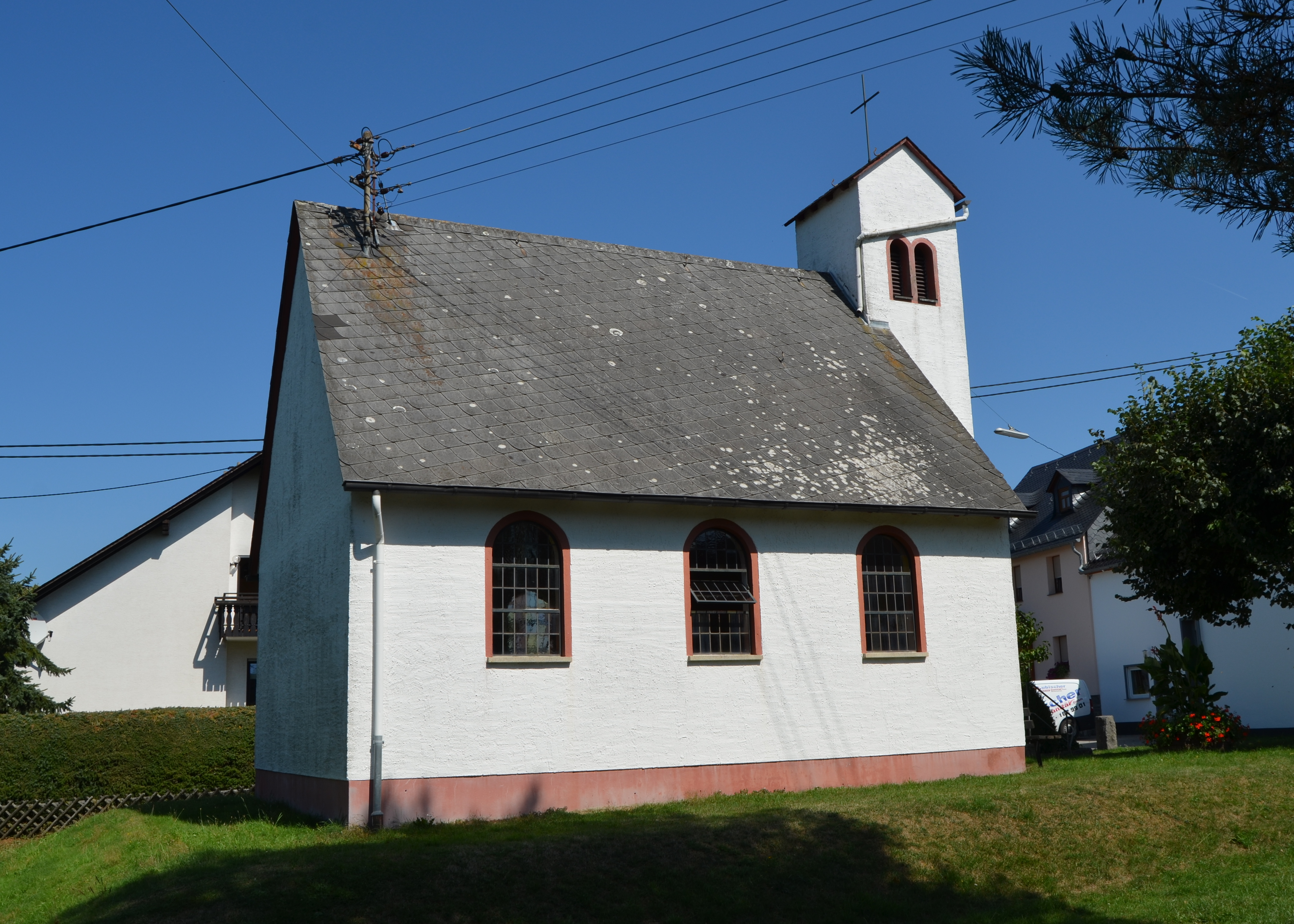
Kapel van Hübingen